# Никодим (Пустовгар)
Архієпископ Никодим, (справжнє ім'я Микола Григорович Пустовгар, нар. 28 грудня 1980, Носівка, Чернігівська область, УРСР)  — вікарний архієрей РПЦвУ, архієпископ. Тезоіменитство — в день пам'яті праведного Никодима.

## Життєпис
Народився 28 грудня 1980 року в робітничій родині в Носівці Чернігівської області. 1987–1996 — навчався у СШ № 2 Носівки.
1996 року вступив до Чернігівського духовного училища.
1999 — прийнятий на II курс Почаївської духовної семінарії.
2002–2005 — насельник Почаївської лаври, де ніс послух на криласі, у трапезній та на просфорні.
2005 — насельник Преображенського новгород-сіверського монастиря Чернігівської єпархії.
18 грудня 2005 року пострижений у чернецтво з ім'ям Никодим на честь святого праведного Никодима.
24 березня 2006 року рукопокладений у сан ієродиякона, а 2 квітня— в сан ієромонаха.
10 жовтня 2006 року призначений на посаду благочинного Спасо-Преображенського Новгород-Сіверського монастиря Чернігівської єпархії.
Рішенням Священного Синоду від 27 липня 2007 року призначений на посаду намісника вищевказаного монастиря.
З 2012 по 2016 рік навчався в Київській духовній академії, де захистив дипломну роботу на тему: «Історія Новгород-Сіверського Спасо-Преображенського монастиря. Кінець XVIII—XIX стт.».
30 квітня 2013 року возведений у сан архімандрита.
6 грудня 2019 року Синод УПЦ призначив Никодима єпископом Любецьким, вікарієм Чернігівської єпрархії.
Архієрейська хіротонія відбулася 17 грудня 2019 року у храмі на честь великомучениці Варвари, який знаходиться на території Київської обласної клінічної лікарні. Богослужіння очолив митрополит Київський і всієї України Онуфрій (Березовський). Йому співслужили митрополити Вишгородський і Чорнобильський Павел (Лебідь), Бориспільський і Броварський Антоній (Паканич), Тернопільський і Кременецький Сергій (Генсицький), Херсонський і Таврійський Іоан (Сіопко), Чернігівський і Новгород-Сіверський Амвросій (Полікопа), Володимир-Волинський і Ковельський Володимир (Мельник), Ніжинський і Прилуцький Климент (Вечеря), архієпископи Боярський Феодосій (Снігірьов), Конотопський і Глухівський Роман (Кимович), Фастівський Даміан (Давидов), Волинський і Луцький Нафанаїл (Крикота), єпископи Діонісій (Константинов), Гостомельський Тихон (Софійчук), Баришівський Віктор (Коцаба), Білогородський Сильвестр (Стойчев), Переяслав-Хмельницький Діонісій (Пилипчук), а також духовенство храму та гості у священному сані.
17 серпня 2024 возведений в сан архієпископа.
31 жовтня 2024 в числі 16 (із 52) правлячих і 15 (із 58) вікарних архієреїв УПЦ МП підписав заяву, в якій засудив анексію Російською Православною церквою Донецької єпархії, зняття її керівника митрополита Іларіона і заміни на росіянина, уродженця Рязанської області Росії, архієрея з Далекого Сходу.

## Нагороди
- наперсний хрест (2007)
- палиця (20 квітня 2011)
- хрест з прикрасами (10 квітня 2012)
- другий хрест з прикрасами (7 квітня 2019)[7]